# Konrad Mönch
Konrad Mönch (1435 urkundlich genannt) war ein sächsischer Amtshauptmann.

## Leben
Er stammte aus einem Adelsgeschlecht.
Im Jahre 1435 wird er als Vogt des sächsischen Amtes Torgau urkundlich erwähnt, welche Funktion mit der des späteren Amtshauptmanns gleichzusetzen ist.